# لوکا بیریگوزی
لوکا بیریگوزی (انگلیسی: Luca Birigozzi؛ زادهٔ ۲۴ آوریل ۱۹۶۰) بازیکن فوتبال اهل ایتالیا است.
از باشگاه‌هایی که در آن بازی کرده‌است می‌توان به باشگاه فوتبال سورنتو کالچو، باشگاه فوتبال آ.اس. رم، باشگاه فوتبال بنونتو، باشگاه فوتبال پیزا، و باشگاه فوتبال ترنانا اشاره کرد.